# Микре
Микре (болг. Микре) — село в Болгарии. Находится в Ловечской области, входит в общину Угырчин. Население составляет 194 человека.

## Политическая ситуация
В местном кметстве Микре, в состав которого входит Микре, должность кмета (старосты) исполняет Павлинка Николова Стойкова (Болгарский земледельческий народный союз (БЗНС)) по результатам выборов правления кметства.
Кмет (мэр) общины Угырчин — Валентин Стайков Вылчев (независимый) по результатам выборов в правление общины.